# Jack Burnell
Jack Burnell (Scunthorpe, 13 de junho de 1993) é um maratonista aquático britânico.

## Carreira

### Rio 2016
Burnell competiu nos 10 km masculino nos Jogos Olímpicos de Verão de 2016 sendo desqualificado.